# Warchały
Warchały – wieś w Polsce położona w województwie warmińsko-mazurskim, w powiecie szczycieńskim, w gminie Jedwabno.
W latach 1975–1998 miejscowość administracyjnie należała do województwa olsztyńskiego.
Wieś położona między jeziorami: Brajnickim i Warchałdzkim.